# تتنبول
تتنبول (به آلمانی: Tetenbüll) یک شهر در آلمان است که در نوردفرایسلند واقع شده‌است. تتنبول ۶۲۸ نفر جمعیت دارد.